# 레골라스
레골라스(Legolas)는 J.R.R. 톨킨의 판타지 소설 《반지의 제왕》과 《호빗》의 등장인물이며, 《호빗》에서는 영화에만 등장한다. 소설에는 등장하지 않는다. 절대 반지를 파괴하러 떠나는 반지원정대의 일원이다. 그와 난쟁이 김리는 절친한 친구이다. 레골라스는 호빗에서 어둠 숲의 요정왕 스란두일의 아들로 처음 등장한다. 반지의 제왕에서는 엘론드가 개최한 회의에서 처음으로 등장한다.